# 119P/Паркера — Хартли
Комета Паркера — Хартли (119P/Parker-Hartley) — короткопериодическая комета из семейства Юпитера, которая была обнаружена 2 марта 1989 года американскими астрономами Квентином Паркером и Малкольмом Хартли с помощью 1,2-метрового телескопа Шмидта обсерватории Сайдинг-Спринг. Она была описана как звёздоподобный объект 16,5 m звёздной величины с небольшим хвостом, простирающийся на 6 ' угловых минут. Комета обладает довольно коротким периодом обращения вокруг Солнца — чуть более 8,86 года.

Орбита кометы Паркера — Хартли и её положение в Солнечной системе

Вскоре после открытия комета была найдена на более раннем снимке, полученным Хартли 11 февраля. Этот снимок и более поздние наблюдения позволили Роберту Макноту рассчитать первую эллиптическую орбиту, согласно которой комета прошла перигелий за два года до своего открытия 26 мая 1987 года на расстоянии 3,09 а. е. от Солнца и имела период обращения 8,33 года. Это заставило астрономов начать поиски кометы на ещё более ранних снимках. 7 марта японскому астроному Сюити Накано удалось доказать связь астероида 1986 TF с искомой кометой. Заново проанализировав эти снимки, астрономы действительно обнаружили, что объект 1986 TF действительно выглядел на них слегка рассеянным, что характерно для комет. Эти снимки позволили существенно уточнить орбиту кометы, — согласно новым данным, комета прошла перигелий 15 августа 1987 года на расстоянии 3,025 а. е. и имела период обращения 8,885 года. Также было доказано сближение с Юпитером (0,17 а. е.) в 1984 году, которое уменьшило перигелий кометы с примерно 4,0 а. е. до текущих значений.
Комета была восстановлена 23 июня 1995 года американским астрономом Джеймсом Скотти в обсерватории Китт-Пик. На тот момент она имела общую магнитуду 19,2 m при яркости ядра 20,5 m, кому — диаметром 7 " угловых секунд и хвост, простирающийся на 0,88 ' угловых минуты. Текущие координаты указывали на необходимость корректировки прогноза всего на +0,7 суток.

## Сближения с планетами
Комета сближается с Юпитером не слишком часто, — за три века таких сближений будет всего четыре, но во время каждого из них она подходит к планете практически вплотную, что отражается на её орбите. 
- 0,15 а.е от Юпитера 6 мая 1984 года;
- 0,17 а. е. от Юпитера 24 августа 2019 года;
- 0,24 а. е. от Юпитера 28 июня 2078 года;
- 0,019 а. е. от Юпитера 17 марта 2161 года.